# Ampulex cyclostoma
Ampulex cyclostoma är en  stekelart som beskrevs av Giovanni Gribodo 1894.
Ampulex cyclostoma ingår i släktet Ampulex och familjen Ampulicidae. Inga underarter finns listade i Catalogue of Life.